# The Klansman
The Klansman is een Amerikaanse thriller uit 1974 onder regie van Terence Young.

## Verhaal
Track Bascomb is sheriff in de stad Atoka, die wordt gedomineerd door de Ku Klux Klan. Hij staat in voor de bescherming van de grootgrondbezitter Breck Stancill, die zich woede van de inwoners van Atoka op de hals heeft gehaald, omdat hij zwarten helpt. Het komt tot een bloedig gevecht op het landgoed van Stancill.

## Rolverdeling
| Acteur           | Personage             |
| ---------------- | --------------------- |
| Lee Marvin       | Sheriff Track Bascomb |
| Richard Burton   | Breck Stancill        |
| Cameron Mitchell | Butt Cutt Cates       |
| O.J. Simpson     | Garth                 |
| Lola Falana      | Loretta Sykes         |
| David Huddleston | Hardy Riddle          |
| Luciana Paluzzi  | Trixie                |
| Linda Evans      | Nancy Poteet          |
| Ed Call          | Shaneyfelt            |
| John Alderson    | Vernon Hodo           |
| John Pearce      | Taggart               |
| David Ladd       | Flagg                 |
| Vic Perrin       | Hector                |
| Spence Wil-Dee   | Willy Washington      |
| Wendell Wellman  | Alan Bascomb          |